# Nuits birmanes
Pour plus de détails, voir Fiche technique et Distribution.
Nuits birmanes (Moon Over Burma) est un film américain réalisé par Louis King, sorti en 1940.

## Fiche technique
- Titre : Nuits birmanes
- Titre original : Moon Over Burma
- Réalisation : Louis King
- Scénario : Harry Clork, W.P. Lipscomb et Frank Wead d'après une histoire de Wilson Collison
- Production : Anthony Veiller
- Société de production et de distribution : Paramount Pictures
- Musique : Victor Young
- Image : William C. Mellor
- Montage : Stuart Gilmore
- Pays d'origine :  États-Unis
- Langue : Anglais
- Format : Noir et Blanc - son : Mono
- Genre : Film d'aventure
- Durée : 76 minutes
- Date de sortie : 
  - États-Unis : 11 décembre 1940 New York
  - France : 16 août 1947

## Distribution
- Dorothy Lamour : Arla Dean
- Robert Preston : Chuck Lane
- Preston Foster : Bill Gordon
- Doris Nolan : Cynthia Harmon
- Albert Bassermann : Basil Renner
- Frederick Worlock : Stephen Harmon
- Addison Richards : Art Bryan
- Harry Allen : Sunshine
- Frank Lackteen : Khran
- Stanley Price : Khuda
- Paul Porcasi : Commerçant